# Davinópolis (Goiás)
Davinópolis é um município brasileiro do estado de Goiás. Localiza-se a uma latitude 18º09'11" sul e a uma longitude 47º33'42" oeste, estando a uma altitude de 771 metros. Sua população segundo o Censo/2010 é de 2 133 habitantes.
Possui uma área de 521,84 km².

## História
Davinópolis recebeu status de município pela lei estadual nº 4928, de 14 de novembro de 1963, com território desmembrado de Catalão.

## Comunidades Rurais de Davinópolis
- Boqueirão de Baixo
- Boqueirão de Cima
- São Bento
- Santa Rita de Cássia
- Lemes
- Varão
- Cerradão
- Jacuba
- Campo do Meio
- Sapé

## Educação
- Colégio Estadual João Bernardes de Assunção
- Escola Municipal Balbino Antônio Ferreira

## Saúde
Davinópolis possui um Hospital Municipal

## Comunicação
Possui uma rádio comunitária:
Rádio Paranaíba FM

## Filhos Ilustres
- Amado Batista - Cantor Sertanejo